# Амелия (фильм)
«Аме́лия» (англ. Amelia) — биографический фильм Миры Наир о жизни Амелии Эрхарт. Главные роли в фильме исполняют Хилари Суонк, Ричард Гир, Юэн Макгрегор и Вирджиния Мэдсен.
Сценарий к фильму написал Рональд Басс. Басс написал сценарий, используя в качестве источников несколько книг об Эрхарт, среди них: «East to the Dawn» (Susan Butler), «The Sound of the Wings» (Mary Lovell) и «Amelia Earhart: The Mystery Solved» (Elgin Long).

## Сюжет
В фильме показан путь Амелии Эрхарт (Хилари Суонк) к известности и её отношения с мужем, Джорджем Патнемом (Ричард Гир). События детства, её становления как авиатора, превышение многих мировых рекордов, преподнесены как флешбеки перед её последним полетом в жизни, в ходе попытки кругосветного перелета в 1937 году.

## В ролях
- Хилари Суонк[2] — Амелия Эрхарт / Amelia Earhart
- Ричард Гир[4] — Джордж Патнем / George P. Putnam
- Вирджиния Мэдсен[4] — Дороти Бинни / Dorothy Binney
- Юэн Макгрегор[3] — Джин Вайдел / Gene Vidal
- Кристофер Экклстон[5] — Фред Нунан / Fred Noonan
- Джо Андерсон — Билл Штульц / Bill Stultz
- Уильям Кадди — молодой Гор Видал / young Gore Vidal
- Миа Васиковска — Элинор Смит / Elinor Smith